# Jan Rudelski
Jan Rudelski (ur. 13 marca 1907, zm. 20 sierpnia 1999) – polski koszykarz oraz trener koszykówki, twórca sukcesów GKS Wybrzeże Gdańsk, z którym sięgnął po mistrzostwo Polski w 1971 i 1972, także trener męskiej reprezentacji Polski.

## Życiorys

### Początki. YMCA i Spójnia Gdańsk
Urodził się w polskiej rodzinie na Łotwie, przed II wojną światową mieszkał kolejno w Rydze i Kownie, grając tam w koszykówkę. W czasie wojny wywieziony na roboty przymusowe do Niemiec, po jej zakończeniu zamieszkał początkowo w Wałbrzychu, a od 1947 w Gdańsku. Został członkiem YMCA Gdańsk i w pierwszym sezonie polskiej ligi koszykarskiej (1947/1948) był grającym trenerem tej drużyny. Zajął z nią 8 miejsce, równoznaczne ze spadkiem z ligi. W kolejnym sezonie wywalczył ze swoim zespołem grającym pod nazwą Zryw, awans do ekstraklasy, gdzie drużyna występowała już pod nazwą Spójnia Gdańsk. W sezonie 1949/1950 poprowadził ją jako grający trener do brązowego medalu, a w sezonie 1950/1951 już wyłącznie z ławki trenerskiej do wicemistrzostwa Polski. 

### Spójnia i reprezentacja Polski
W 1951 został trenerem reprezentacji Polski (najpierw wspólnie razem z Tadeuszem Ulatowskim i Januszem Patrzykontem, a od jesieni 1951 samodzielnie. Obowiązki reprezentacyjne spowodowały, że stanowisku trenera Spójni zastąpił go na początku 1952 Romuald Markowski. W kolejnym sezonie próbował łączyć obowiązki trenera kadry z pracą w klubie, ale prowadził zespół Spójni tylko w 5 pierwszych kolejkach. Na początku 1953 przestał być I trenerem reprezentacji, ale do końca roku pozostał asystentem nowo powołanego na to stanowisko Tadeusza Ulatowskiego. Także na początku sezonu 1953/1954 przez 5 kolejek prowadził Spójnię, następnie drużyna prowadzona już przez Romualda Markowskiego sięgnęła po brązowy medal mistrzostw Polski.

### Gwardia Gdańsk
W sezonie 1954/1955 został trenerem drugoligowej Gwardii Gdańsk i wywalczył z nią awans do ekstraklasy. W pierwszym sezonie I-ligowym (1955/1956) zajął ze swoim zespołem ostatnie, 10 miejsce, ale wobec poszerzenia ligi drużyna pozostała w najwyższej klasie rozgrywek. W kolejnym sezonie (1956/1957) ponownie zajął ostatnie, tym razem 12 miejsce i tym razem spadł z drużyną z I ligi. Jego klub zmienił jeszcze w trakcie sezonu nazwę na GKS Wybrzeże Gdańsk.

### GKS Wybrzeże Gdańsk
W sezonie 1957/1958 zajął z gdańskim klubem drugie miejsce w rozgrywkach grupy B II ligi, co nie dało awansu pierwszoligowego. W sezonie 1958/1959 poprowadził drużynę do awansu do I ligi, rozpoczynając nową epokę w dziejach klubu. Następnie prowadził gdańską drużynę w kolejnych 13 sezonach I-ligowych (1959-1976), zdobywając z nią sześć medali mistrzostw Polski, w tym dwa złote (1971, 1972), jeden srebrny (1970) i trzy brązowe (1964, 1968, 1975). W sezonach 1976/1977 i 1977/1978 był trenerem drugoligowej Siarki Tarnobrzeg i zakończył karierę trenerską. W trakcie sezonu 1981/1982 powrócił na ławkę trenerską Wybrzeża, ale nie uchronił drużyny od spadku. Następnie razem z Wojciechem Kapuścińskim wywalczył awans do I ligi, ale w swoim ostatnim sezonie w karierze trenerskiej ponownie spadł z drużyna do II ligi.
Łącznie był trenerem przez 37 lat, w tym przez dwadzieścia trzy sezony w I lidze.
Pochowany na Gdyńskim Cmentarzu Komunalnym w Kosakowie